# 高田正雄
高田 正雄（たかた まさお）は、日本出身の麻酔科医、医学者。インペリアル・カレッジ・ロンドン医学部イヴァン・マギル卿麻酔教授、国立大学法人東京医科歯科大学理事。

## 人物・経歴
1980年東京医科歯科大学医学部卒業。同期に田中雄二郎東京医科歯科大学学長など。同年東京医科歯科大学医学部附属病院小児科研修医。1981年東京都立豊島病院小児科勤務。1982年国立小児病院麻酔集中治療科レジデント。1983年土浦協同病院小児科勤務。1984年国立小児病院麻酔集中治療科レジデント。1986年トロント大学トロント小児病院ICUクリニカルフェロー。1987年ジョンズ・ホプキンス大学麻酔集中治療科リサーチフェロー。1991年国立小児病院麻酔集中治療科医員。1992年国立小児医療研究センター病態生理研究室研究員。1996年ハーバード大学マサチューセッツ総合病院麻酔集中治療科客員准教授。1998年ロンドン大学インペリアル・カレッジ・ロンドン医学部麻酔集中治療科上級講師。2000年チェルシー＆ウェストミンスター病院麻酔集中治療名誉顧問医師。2005年ロンドン大学インペリアル・カレッジ・ロンドン医学部麻酔集中治療科准教授。2007年インペリアル・カレッジ・ロンドン医学部麻酔集中治療科教授（分子生理学）。2009年インペリアル・カレッジ・ロンドン医学部麻酔集中治療科主任教授。2011年インペリアルカレッジ医学部イヴァン・マギル卿麻酔教授。2020年東京医科歯科大学理事（グローバル化担当）。